# Чона, Менза
Мейнза Матиас Чона (настоящие имя и фамилия — Сикай Чингула Намукамба) (англ. Mainza Mathias Chona; 21 января 1930, Нампейо, близ Монзе, Северная Родезия — 11 декабря 2001, Йоханнесбург, Южно-Африканская Республика) — политический, государственный и дипломатический деятель Замбии, вице-президент Замбии (20 июля 1977 — 15 июня 1978), дважды премьер-министр Замбии (25 августа 1973 — 27 мая 1975 и 20 июля 1977 — 15 июня 1978). Ранее занимал министерские посты в правительстве Кеннета Каунды.

## Биография
По этнической принадлежности тонга, родился в семье вождя. Получил образование в миссионерских школах. Позже, с 1955 года изучал право в Грейс-Инн в Лондоне, с 1958 года работал в Северной Родезии как первый юрист-африканец. В Лондоне встретил и подружился с Кеннетом Каундой и Дорис Лессинг.
С 1959 года был одним из руководителей местных антиколониальных партий — сперва Африканского национального конгресса Северной Родезии, а с октября того же года Объединенной партии национальной независимости (UNIP).
После обретения Замбией независимости в 1964 году был избран депутатом Национальной ассамблеи Замбии.
В первом правительстве Кеннета Каунды в 1964 году занимал пост министра юстиции Замбии. С 1968 по 1969 год работал министром внутренних дел. Затем в 1970 году занимал пост руководителя Центральной провинции, министра без портфеля, министра провинциального и местного самоуправления.
С 1970 по 1973 год — посол Замбии в США. В 1972 году возглавил специальную Национальную комиссию по реформированию конституции (по установлению в Замбии «однопартийной демократии участия»).
В 1971 году стал членом ЦК Объединенной партии национальной независимости (UNIP), с июля 1978 по февраль 1981 года был её генеральным секретарем.
С 25 августа 1973 по 27 мая 1975 года и с 20 июля 1977 по 15 июня 1978 года был 1-м премьер-министром Замбии. Между этим — министр юстиции и генеральный прокурор Замбии.
С 20 июля 1977 по 15 июня 1978 года — вице-президентом Замбии.
Позже несколько лет работал юристом. В 1984—1989 годах работал послом Замбии в Китайской Народной Республике. Затем до 1992 года — посол во Франции.
Один из самых видных политиков независимой Замбии, был делегатом нескольких международных конгрессов и председателем Межведомственного совета ООН бывших глав правительств.
Автор повести «Кабука Улета Тунджи».
Умер 11 декабря 2001 года во время диализа в больнице в Йоханнесбурге, Южная Африка, похоронен в Монзе, Замбия.